# Romance de espionagem
Romance de espionagem é um gênero literário que se caracteriza, em termos de sua estrutura narrativa, pela presença de espiões como personagens e atividades de espionagem entre nações. Surgiu em 1821 com James Fenimore Cooper, e depois com Gustave Aimard, em 1874.